# Chersodromus
Chersodromus is een geslacht van slangen uit de familie toornslangachtigen (Colubridae) en de onderfamilie Dipsadinae.

## Naam en indeling
De wetenschappelijke naam van de groep werd voor het eerst voorgesteld door Johannes Theodor Reinhardt in 1861. Er zijn vier soorten, waarvan er twee pas in 2018 voor het eerst zijn beschreven.

## Verspreiding en habitat
Alle soorten komen voor in delen van Midden-Amerika en leven endemisch in Mexico. De slangen komen voor in de deelstaten Oaxaca, Veracruz, Puebla, Querétaro, Hidalgo en San Luis Potosí. De habitat bestaat onder andere uit vochtige tropische en subtropische bergbossen.

## Beschermingsstatus
Door de internationale natuurbeschermingsorganisatie IUCN is aan twee soorten een beschermingsstatus toegewezen. Chersodromus liebmanni wordt beschouwd als 'veilig' (Least Concern of LC), Chersodromus rubriventris als 'bedreigd' (Endangered of EN).

## Soorten
Het geslacht omvat de volgende soorten, met de auteur en het verspreidingsgebied.
| Naam                      | Auteur                                             | Verspreidingsgebied                          |
| ------------------------- | -------------------------------------------------- | -------------------------------------------- |
| Chersodromus australis    | Canseco-Márquez, Ramírez-González & Campbell, 2018 | Mexico (Oaxaca)                              |
| Chersodromus liebmanni    | Reinhardt, 1861                                    | Mexico (Oaxaca, Veracruz, Puebla)            |
| Chersodromus nigrum       | Canseco-Márquez, Ramírez-González & Campbell, 2018 | Mexico (Puebla)                              |
| Chersodromus rubriventris | Taylor, 1949                                       | Mexico (Querétaro, Hidalgo, San Luis Potosí) |